# Flora Austriaca
Flora Austriaca (abreviado Fl. Austriac.) es un libro con descripciones botánicas escrito por el médico y botánico austriaco Nicolaus Thomas Host, que fue publicado en dos volúmenes; el vol. 1, en 1827; y el vol. 2, en 1831.
Nicolaus Thomas Host fue el médico personal de Francisco I de Austria. Siendo joven, Host integra una serie de expediciones botánicas, usualmente acompañando a su amigo, el botánico Joseph von Jacquin (1766-1839), el hijo del “Linneo austríaco” - Nikolaus Joseph Jacquin (1727-1817). Exploraron Austria, Iliria y Tirol, Hungría, Croacia. Algunas de sus colecciones realizadas en tales expediciones se incorporan al "Jardín de Plantas Austríacas", establecidas por Francisco I en 1793. Host llegaría a ser el primer director de ese Jardín, ubicado en los Palacios Belvedere de Viena.